# Харель (кибуц)
Харель (ивр. הַרְאֵל‎) — кибуц в центральной части Израиля. Расположенный недалеко от Латруна и занимающий площадь 12 000 дунамов, он находится под юрисдикцией регионального совета Мате-Йехуда.

## История

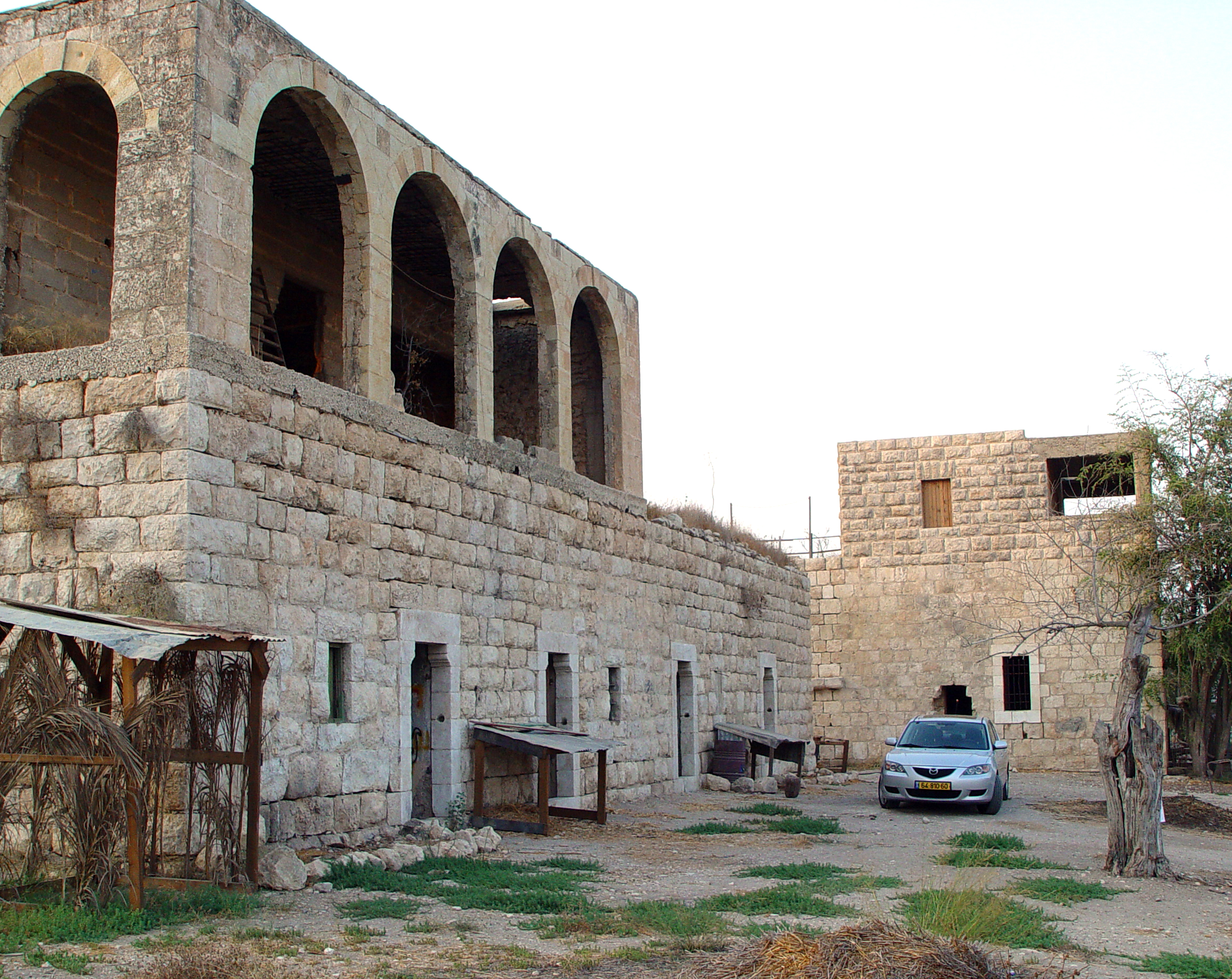
Бейт-Ха-Кшатот («Дом арок»), где был казнен Меир Тобиански (1948 г.)

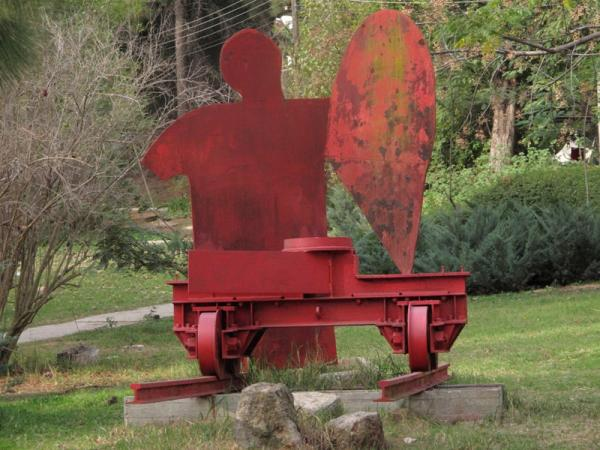
Скульптура Игаэля Тумаркина в кибуце Харель

Кибуц «Харель» был основан 28 октября 1948 года на месте брошенной палестинской деревни Бейт-Джиз. Он был назван в честь бригады «Харель» из Пальмаха, членами которой были его основатели, а здание, из которого Ицхак Рабин командовал бригадой «Харель», расположено прямо на территории кибуца. Большинство основателей были сабры, хотя некоторые из них были новыми иммигрантами из Венгрии и Польши.
На территории виноградников кибуца был обнаружен доримский винный пресс.
В кибуце расположена винодельня «Clos de Gat», основанная в 1998 году, которая производит около 90 000 бутылок вина в год. Виноград поступает со 130 дунамов виноградников на окраине кибуца.

## Население
По данным Центрального статистического бюро Израиля, население на начало 2020 года составляло 542 человека.

## Галерея

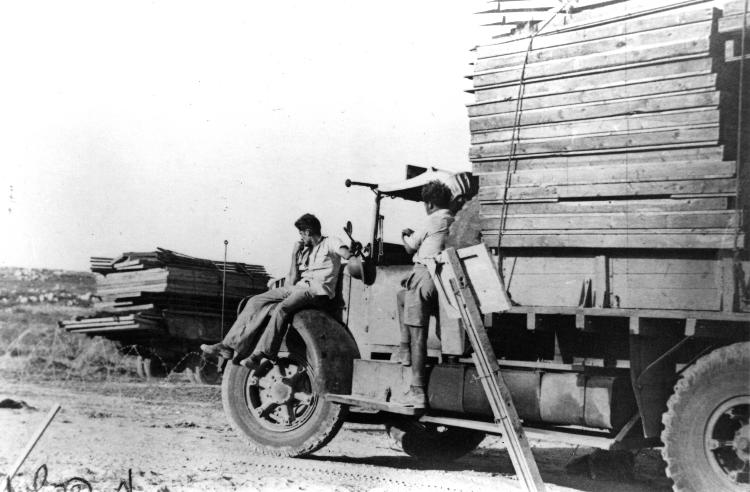
Прибытие материалов для строительства первых зданий в Хареле
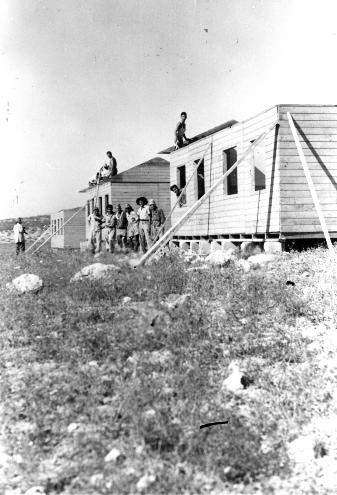
Сборка первых казарм в Хареле
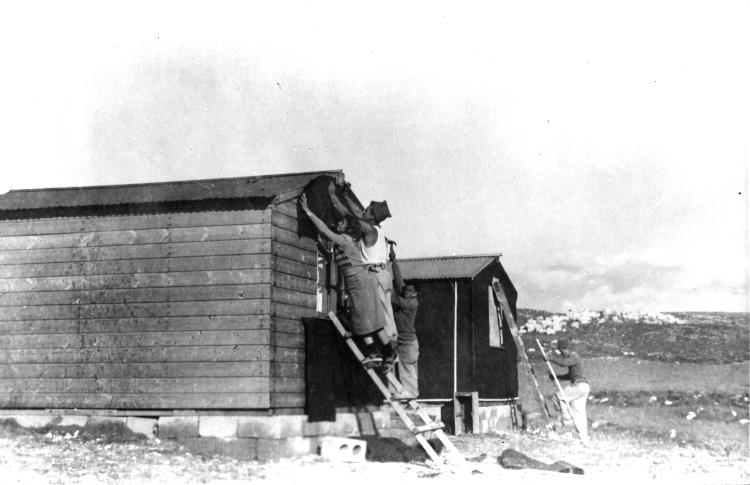
Приклеивание атмосферостойких материалов снаружи первых домов в Хареле
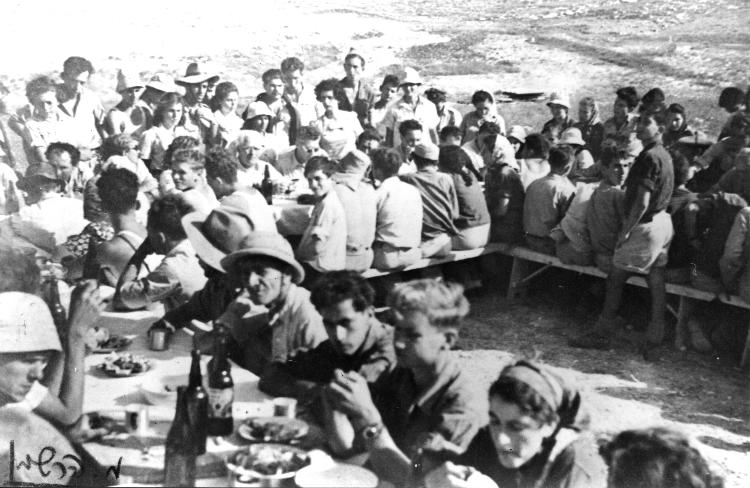
Члены бригады Ифтах празднуют создание Хареля
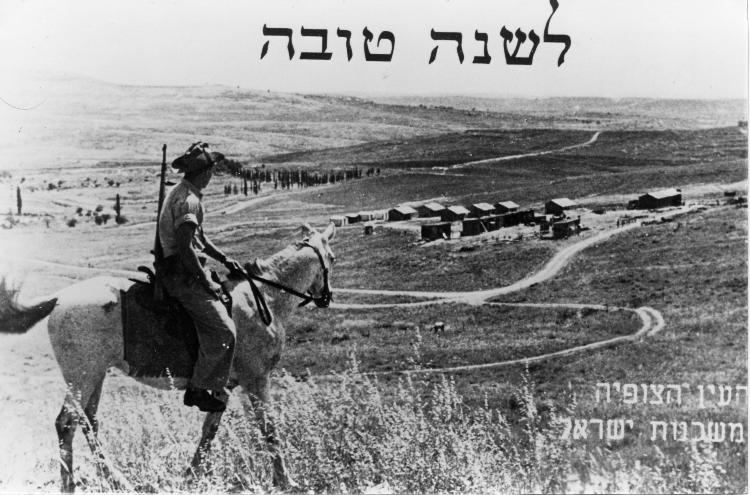
Общий вид кибуца Харель вскоре после основания